# 1996년 3월
| 1996년: 1월 · 2월 · 3월 · 4월 · 5월 · 6월 · 7월 · 8월 · 9월 · 10월 · 11월 · 12월 |

| <          | 1996년 3월 | 1996년 3월  | 1996년 3월 | 1996년 3월 | 1996년 3월  | >          |
| 일         | 월         | 화          | 수         | 목         | 금          | 토         |
|            |            |             |            |            | 1 1.12 정유 | 2 13 무술  |
| 3 14 기해  | 4 15 경자  | 5 16 신축   | 6 17 임인  | 7 18 계묘  | 8 19 갑진   | 9 20 을사  |
| 10 21 병오 | 11 22 정미 | 12 23 무신  | 13 24 기유 | 14 25 경술 | 15 26 신해  | 16 27 임자 |
| 17 28 계축 | 18 29 갑인 | 19 2.1 을묘 | 20 2 병진  | 21 3 정사  | 22 4 무오   | 23 5 기미  |
| 24 6 경신  | 25 7 신유  | 26 8 임술   | 27 9 계해  | 28 10 갑자 | 29 11 을축  | 30 12 병인 |
| 31 13 정묘 |            |             |            |            |             |            |

| 편집하기 |

## 1996년3월 30일
- 서울 지하철 5호선 마천지선(강동)~(마천) 구간이 개통되다.

## 1996년3월 20일
- 서울 지하철 5호선 강서구간(방화~까치산, 마곡역 제외) 구간이 개통되다.

## 1996년3월 2일
- 안도현의 『연어』 출간되다.

## 1996년3월 1일
- 용인시, 양산시, 파주시 등이 신설되다.